# Xe đạp tại Đại hội Thể thao Đông Nam Á 2007

Xe đạp tại Đại hội Thể thao Đông Nam Á năm 2007 được tổ chức tại tỉnh Nakhon Ratchasima, Thái Lan, từ ngày 5 đến 13 tháng 12, bao gồm ba phân môn chính: đường trường, địa hình và lòng chảo (track). Các nội dung đường trường diễn ra trên Tuyến Quốc lộ 2 (Mittraphap Road), trong khi thi đấu trên lòng chảo diễn ra tại Velodrome ở sân vận động  sinh nhật lần thứ 80, và các nội dung đổ đèo, đua địa hình được tổ chức tại Khao Yai Thiang, huyện Sikhio.

## Bảng huy chương
| Hạng               | Đoàn               | Vàng | Bạc | Đồng | Tổng số |
| ------------------ | ------------------ | ---- | --- | ---- | ------- |
| 1                  | Thái Lan           | 5    | 10  | 2    | 17      |
| 2                  | Indonesia          | 5    | 2   | 4    | 11      |
| 3                  | Malaysia           | 4    | 5   | 4    | 13      |
| 4                  | Philippines        | 4    | 1   | 5    | 10      |
| 5                  | Việt Nam           | 1    | 1   | 4    | 6       |
| Tổng số (5 đơn vị) | Tổng số (5 đơn vị) | 19   | 19  | 19   | 57      |

## Tóm tắt kết quả
| Nội dung                          | Vàng                                                                                  | Bạc                                                                                            | Đồng                                                                        |          |
| --------------------------------- | ------------------------------------------------------------------------------------- | ---------------------------------------------------------------------------------------------- | --------------------------------------------------------------------------- | -------- |
| Đường trường                      |                                                                                       |                                                                                                |                                                                             |          |
| Nam xuất phát đồng hàng 160.30 km | Hillmant Ryan Ariehaan                                                                | Hassan Suhardi                                                                                 | Trịnh Phát Đạt                                                              | chi tiết |
| Tính giờ cá nhân 42 km nam        | Mahawong Prajak                                                                       | Susanto Tonton                                                                                 | Mai Công Hiếu                                                               | chi tiết |
| Nữ xuất phát đồng hàng 116.10 km  | Bitbit Baby Marites                                                                   | Wichana Thatsani                                                                               | Võ Thị Phương Phi                                                           | chi tiết |
| Tính giờ cá nhân 30 km nữ         | Chapookam Monrudee                                                                    | Nontasin Chanpeng                                                                              | Bitbit Baby Marites                                                         | chi tiết |
| Lòng chảo                         |                                                                                       |                                                                                                |                                                                             |          |
| Tính giờ 1 km nam                 | Tisin Mohd Rizal                                                                      | Awang Mohd Azizulhasni                                                                         | Morales Jan Paul                                                            | chi tiết |
| Rượt đuổi cá nhân nam             | Catalan Alfie                                                                         | Rusli Amir Mustafa                                                                             | Waseso Projo                                                                | chi tiết |
| Rượt đuổi đồng đội nam            | Malaysia Rusli Amir Mustafa Ruslan Mohd Jasmin Amrun Mohammad Akmal Saleh Mohd Harrif | Thái Lan Pinkaew Pornthep Somna Thanawat Theerawanitchanan Suphut Boonratanathanakorn Thurakit | Philippines Catalan Alfie Gorantes Ronald Curtan Paterno Jr. Marcelo Arnold | chi tiết |
| Đua nước rút cá nhân nam          | Ng Onn Lam Josiah                                                                     | Awang Mohd Azizulhasni                                                                         | Suryaman Asep                                                               | chi tiết |
| Đua nước rút đồng đội nam         | Malaysia Tisin Mohd Rizal Mohamad Nasir Junaidi Md Yunos Muhammad Edrus               | Thái Lan Rittisil Sithichai Tapimai Pongthep Chuaikhun Wiwatchai                               | Indonesia Suryaman Asep Samai Samai Setyobudi Wawan                         | chi tiết |
| Đua tính điểm nam                 | Espiritu Victor                                                                       | Mahawong Prajak                                                                                | Somna Thanawat                                                              | chi tiết |
| Tính giờ 500 m nữ                 | Muzizah Uyun                                                                          | Maneephan Jutatip                                                                              | Mustapa Fatehah                                                             | chi tiết |
| Rượt đuổi cá nhân nữ              | Nontasin Chanpeng                                                                     | Leow Hoay Sim Uracca                                                                           | Nurhayati Nurhayati                                                         | chi tiết |
| Đua nước rút cá nhân nữ           | Muzizah Uyun                                                                          | Maneephan Jutatip                                                                              | Mustapa Fatehah                                                             | chi tiết |
| Đua nước rút đồng đội nữ          | Indonesia Muzizah Uyun Tri Kusuma Santia Nurhayati Nurhayati                          | Thái Lan Maneephan Jutatip Boonsawat Sutharat Lukachorn Wathinee                               | Malaysia Mustapa Fatehah Md Yusof Ruszatulzanariah Allas Noor Azian         | chi tiết |
| Đua tính điểm nữ                  | Chapookam Monrudee                                                                    | Tri Kusuma Santia                                                                              | Leow Hoay Sim Uracca                                                        | chi tiết |
| Địa hình                          |                                                                                       |                                                                                                |                                                                             |          |
| Băng đồng nam                     | Masae Tawatchai                                                                       | Quinones Eusebio                                                                               | Surban Nino                                                                 | chi tiết |
| Đổ đèo nam                        | Barba Joey                                                                            | Arriyo Sejati Popo                                                                             | Ketkaewmanee Sitichai                                                       | chi tiết |
| Băng đồng nữ                      | Nguyễn Thị Thanh Huyền                                                                | Nguyễn Thanh Đạm                                                                               | Bitbit Baby Marites                                                         | chi tiết |
| Đổ đèo nữ                         | Abdulkare Sattayanun                                                                  | Pradupyard Ausanee                                                                             | Phan Thị Thuỳ Trang                                                         | chi tiết |